# فهرست کارگردان‌های ژاپنی
فهرستی از کارگردان‌های ژاپنی در زیر آمده است.

## آ
- شینجی آئویاما
- یوتاکا آبه
- تارو آراکی
- ماری آساتو
- هیدئاکی آنو
- سوگو آیشی‌ای

## الف
- یاسوجیرو ازو
- میپو او
- توشیا اوئنو
- مامورو اوشی
- ناگیسا اوشیما
- کیوهیکو اوشیهارا
- کی‌هاچی اوکاموتو
- کویو اوهارا
- تاکاهیکو ای‌ایمورا
- جوزو ایتامی
- دایسوکه ایتو
- شونیا ایتو
- کن ایچیکاوا
- ماکو ایدمیتسو
- تاکاشی ایشی
- ترو ایشی
- کاتسوهیتو ایشی‌ای
- یوتاکا ایکجیما
- شینجی ایمائوکا
- شوهئی ایمامورا
- هیروشی ایناگاکی
- هاروئو اینوئوئه
- شونجی ایوای

## د
- ماسانوبو دمه
- نوبوهیرو دوی

## ت
- یوجی تاجیری
- توموتاکا تاساکا
- گو تاکامینه
- لیسا تاکبا
- تتسوجی تاکچی
- تتسویا تاکهورا
- یوجیرو تاکیتا
- یوکی تانادا
- ایزو تاناکا
- نوبورو تاناکا
- ایجی تسوبورایا
- شینیا تسوکاموتو
- هیروشی تشیگاهارا
- توشیاکی تویودا
- شیرو تویودا
- یوتاکا تیوچیا

## ز
- تاکاهیسا ززه

## س
- توشیکی ساتو
- جونیا ساتو
- شیماکو ساتو
- هاجیمه ساتو
- یوایچی ساتو
- هیروهیسا ساساکی
- جونجی ساکاموتو
- کازوهیرو سانو
- یویچی سای (چوی یانگ-ایل)
- توراجیرو سایتو
- کویچی سایتو
- سبو (تاناکا هیرویوکی)
- کوجی سکی
- کازویوشی سکینه
- ماسایوکی سو
- نوبوهیرو سوا
- سیجون سوزوکی
- چوسی سونه

## ش
- ماکوتو شی‌اینا
- یاسوجیرو شیمازو
- تاکاشی شیمیزو
- هیروشی شیمیزو
- کانه‌تو شیندو
- ماساهیرو شینودا
- ماکوتو شینوزاکی
- تتسوئو شینوهارا
- آکیهیکو شیوتا

## ف
- کی فوجیوارا
- یاسوئو فوروهاتا
- تومویوکی فورومایا
- کینجی فوکاساکو
- جون فوکودا

## گ
- هیدئو گوشا
- هیونوسوکه گوشو

## ک
- نوریماسا کائریاما
- یوشیکازو کاتو
- نوزومی کاسوگی
- شوسوکه کانکو
- نائومی کاواسه
- یوزو کاواشیما
- ساتوشی کن
- تاکاشی کوئیزومی
- ساتورو کوبایاشی
- ماساکی کوبایاشی
- هیروکازو کورئیدا
- آکیرا کوروساوا
- کیوشی کوروساوا
- کازوئو کوروکی
- تاتسومی کوماشیرو
- کی کومای
- ماسارو کونوما
- مینورو کونیزاوا
- سیجیرو کویاما
- ریوهی کیتامورا
- تاکشی کیتانو
- کیسوکه کینوشیتا
- تینوسوکه کینوگاسا

## م
- یاسوزو ماسومورا
- کاتسویوکی موتوهیرو
- مینورو موراتا
- یوشی‌میتسو موریتا
- ریو موراکامی
- کان موکای
- هایائو میازاکی
- کوکی میتانی
- تاکاهیرو میتسویوشی
- کنجی میزوگوچی
- کنجی میسومی
- تاکاشی میکه
- میتسورو میکه
- تاکاهیرو میکی
- میتسوهیرو میهارا

## ن
- میکیو ناروسه
- سادائو ناکاجیما
- هیرویوکی ناکانو
- هیدئو ناکاتا
- شونیچی ناگاساکی
- ماساهیکو ناگاساوا
- یوشیتارو نومورا
- کاتسومی نیشیکاوا
- میوا نیشیکاوا
- گی‌ایچی نیشیهارا

## و
- مامورو واتانابه
- کوجی واکاماتسو

## ه
- ماساتو هارادا
- یاسوهارو هاسبه
- کازوهیکو هاسه‌گاوا
- ریوسوکه هاشیگوچی
- ساچی هامانو
- تسوتومو هانابوسا
- سوسومو هانی
- کایزو هایاشی
- ایشیرو هوندا
- هیدیوکی هیرایاما
- ریویچی هیروکی
- شینجی هیگوچی

## ی
- تاکشی یاگی
- کازوهیکو یاماگوچی
- ساتسوئو یاماموتو
- سادائو یاماموتو
- ماساشی یاماموتو
- میتسو یاناگیماچی
- یامادا یوجی
- کوتا یوشیدا
- یومی یوشیوکی
- کیسوکه یوشیدا
- ایسائو یوکیسادا